# 杉山東太郎

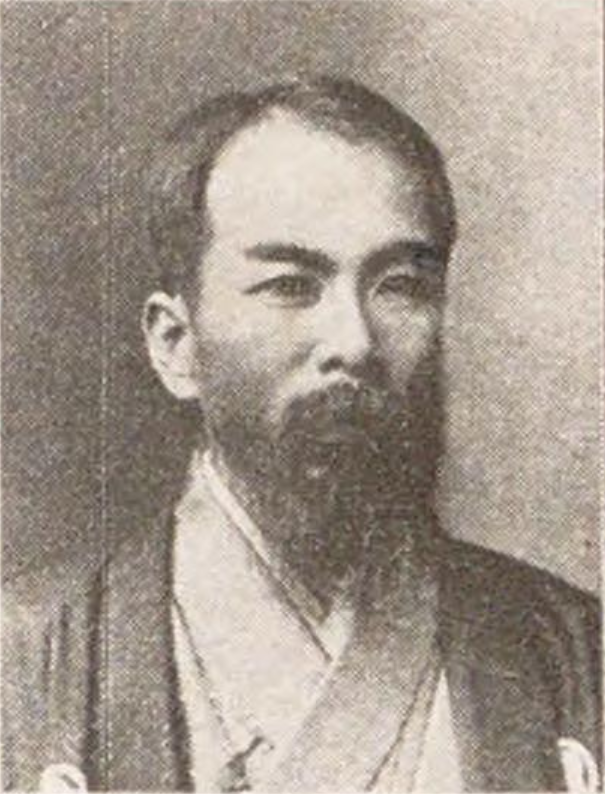
杉山東太郎

杉山 東太郎（すぎやま とうたろう、1871年5月4日（明治4年3月15日） - 1936年（昭和11年）12月27日）は、明治から昭和時代初期の政治家。自由民権運動家。衆議院議員（3期）。

## 経歴
杉山半蔵の長男として静岡県周智郡村松村（山名郡久努村、磐田郡久努村、袋井町を経て現袋井市）に生まれる。久津部の刮目舎（現袋井市立東小学校）から明治法律学校に学び、自由民権運動に傾倒する。19歳にして久努村長に就任し、同村会議員、磐田郡会議員、静岡県会議員を経て、1912年（明治45年）5月の第11回衆議院議員総選挙では静岡県郡部から出馬し当選。つづく第12回、第13回総選挙でも当選し、衆議院議員を3期務めた。
民政党県支部長を務めたほか、教育行政に力を入れ、磐田郡下の小学校に奨学金を寄贈するなどした。

## 家族
- 長男・晃（1900年7月 - 没年不明）[5]
  - 京都大学法学部卒業後、三井信託会社勤務を経て福泉酒造・福泉食品工業取締役に就任[6]。
- 同妻・富美（1907年1月 - 没年不明）[7]
  - 北川製品所社長・北河豊次郎の長女[6][8]。日本女子大学家政科卒[7]。
- 曽孫・後藤茂之[9]
  - 母は晃の次女・雪子[10]。